# Bucht von Sibuguey
Die Bucht von Sibuguey ist Teil des Golfes von Moro und liegt an der Küste der Insel Mindanao auf den Philippinen.
Sie wird gebildet durch die Halbinseln Zamboanga, in deren südöstlichen Ufern sich die Bucht eingräbt. 
Entlang ihrer Küste finden sich die Gemeinden von Ipil und Naga der philippinischen Provinz Zamboanga Sibugay sowie der nördliche Ausläufer von Zamboanga City.